# Шеклтон (кратер)
Шеклтон — ударний кратер, що лежить на південному полюсі Місяця. Вершини вздовж краю кратера піддаються майже безперервному сонячному світлу, тоді як внутрішній простір постійно знаходиться в тіні. Низькотемпературна внутрішня частина цього кратера функціонує як холодна пастка, яка може вловлювати та заморожувати леткі речовини, що виділяються під час зіткнення комет з Місяцем. Вимірювання космічного корабля Lunar Prospector показали, що кількість водню в кратері перевищує норму, що може вказувати на наявність водяного льоду. Кратер названий на честь дослідника Антарктики Ернеста Шеклтона.

## Опис

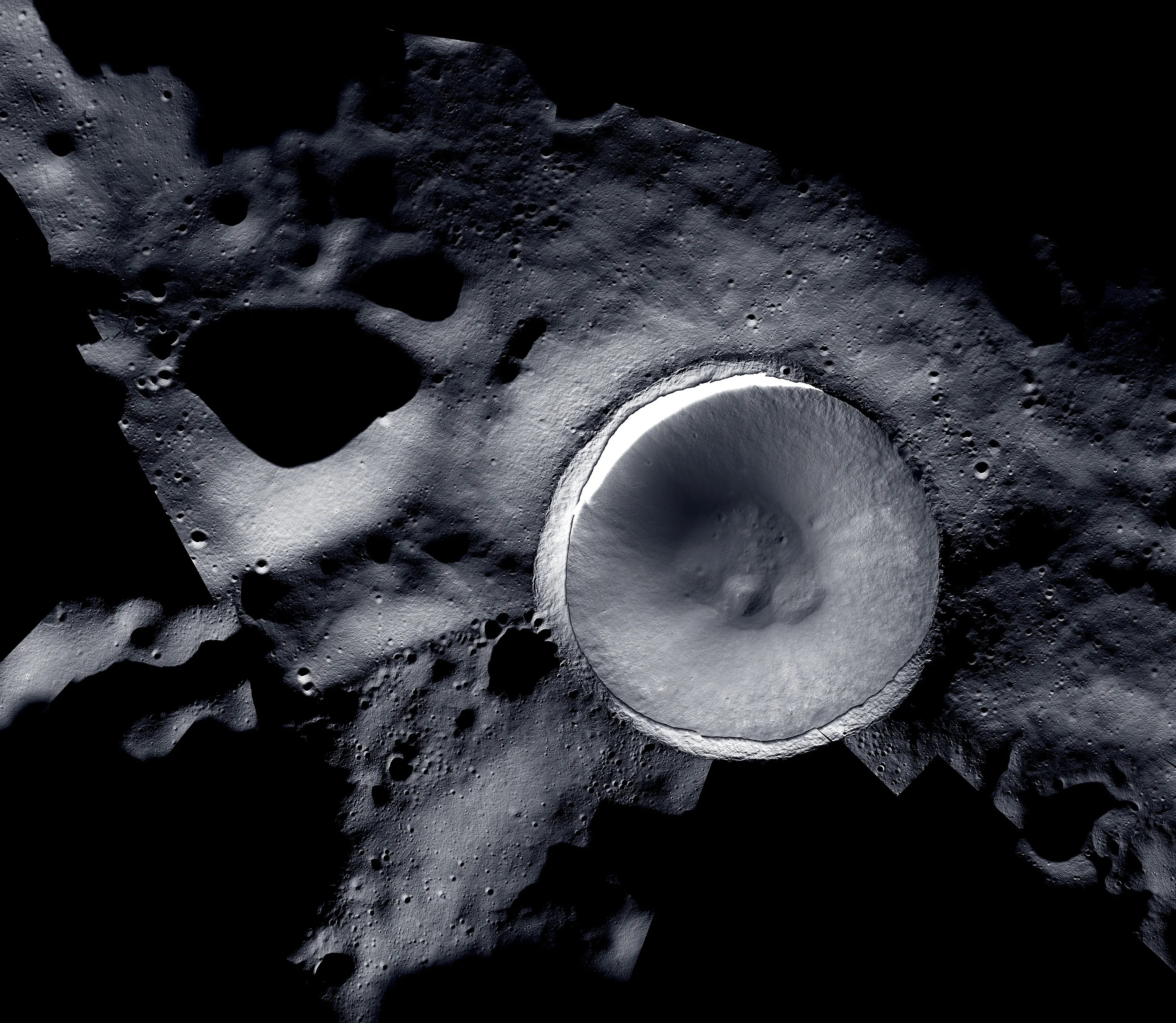
Мозаїка кратера Шеклтон, створена Lunar Reconnaissance Orbiter і ShadowCam

Вісь обертання Місяця проходить через Шеклтон, біля його краю. Кратер має діаметр 21 км та глибину 4,2 км. Із Землі його видно з краю в районі нерівної місцевості з кратерами. Він розташований у басейні Південний полюс–Ейткен. Обід трохи піднятий щодо навколишньої поверхні, і він має зовнішній вал, який лише злегка постраждав. Ніякі значні кратери не перетинають його край, і він нахилений приблизно на 1,5° в напрямку 50–90° від Землі. Вік кратера близько 3,6 мільярда років, і він перебував поблизу південного полюса Місяця принаймні останні два мільярди років.
Оскільки орбіта Місяця нахилена лише на 1,5° від площини екліптики, всередині цього кратера лежить вічна темрява. Оцінки площі постійної тіні були отримані за допомогою радіолокаційних досліджень з Землі. Вершини вздовж краю кратера майже постійно освітлюються сонячним світлом, протягом близько 80–90 % кожної місячної орбіти, освітленої Сонцем. Постійно освітлені гори називали вершинами вічного світла, і їх існування передбачалося з початку дев'ятнадцятого століття.
Затінену частину кратера було знято камерою Terrain Camera японського космічного корабля SELENE за допомогою сонячного світла, відбитого від краю. Внутрішня частина кратера складається з симетричного схилу 30°, який веде вниз до дна діаметром 6,6 км. Кілька кратерів всередині займають не більше кількох сотень метрів. Дно вкрите нерівним пагорбом від 300 до 400 м завтовшки. Центральна вершина близько 200 м у висоту.
Через суцільні тіні в південних полярних кратерах на дні цих утворень підтримується температура, яка ніколи не перевищує приблизно 100 К (−173 °C; −280 °F). Для Шеклтона середня температура була визначена близько 90 К (−183 °C; −298 °F), досягаючи 88 K на дні кратера. За цих умов розрахункова швидкість втрати від будь-якого льоду всередині становитиме від 10−26 до 10−27 м/с. Будь-яка водяна пара, яка потрапляє сюди після зіткнення комети з Місяцем, буде назавжди заморожена на поверхні або під нею. Однак поверхневе альбедо дна кратера збігається з дальньою стороною Місяця, що свідчить про відсутність відкритого поверхневого льоду.
Цей кратер був названий на честь Ернеста Шеклтона, англо-ірландського дослідника Антарктиди з 1901 року до своєї смерті в 1922 році. Назва була офіційно прийнята Міжнародним астрономічним союзом у 1994 році Серед відомих кратерів неподалік є Шумейкер, Гаворт, де Жерлаш, Свердруп, Слейтер і Фаустіні. Дещо далі, у східній півкулі ближнього боку Місяця, знаходяться більші кратери Амундсен і Скотт, названі на честь двох інших перших дослідників Антарктичного континенту.

## Дослідження

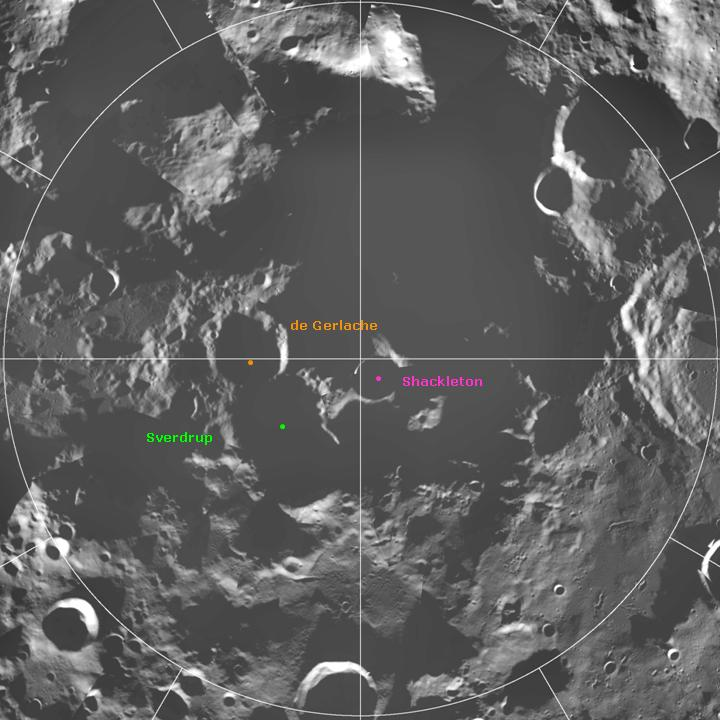
Шеклтон у зображенні Клементини

З точки зору Землі, цей кратер розташований уздовж південного краю Місяця, що ускладнює спостереження. Детальне картографування полярних регіонів і зворотного боку Місяця не було зроблено до появи орбітальних космічних кораблів. Шеклтон повністю лежить в межах величезного басейну Південний полюс — Ейткен, який є одним із найбільших відомих ударних утворень у Сонячній системі. Цей басейн має глибину понад 12 кілометрів, і дослідження його властивостей може дати корисну інформацію про місячні надра.
Нейтронний спектрометр на борту космічного корабля Lunar Prospector виявив підвищені концентрації водню поблизу північного та південного полюсів Місяця, включаючи кратер Шеклтон. Наприкінці цієї місії в липні 1999 року космічний корабель впав у сусідній кратер Шумейкер у надії виявити за допомогою земних телескопів створений ударом шлейф, що містить водяну пару. Під час зіткнення не утворилося водяної пари, яку можна було б виявити, і це може вказувати на те, що водень не зберігається у формі гідратованих мінералів або що місце зіткнення не містило льоду. Крім того, можливо, що зіткнення не зачепило в реголіт достатньо глибоко, щоб вивільнити значну кількість водяної пари.
На знімках краю кратера із земних радарів і космічних кораблів Шеклтон виглядає відносно неушкодженим; він дуже схожий на молодий кратер, який не зазнав суттєвої ерозії від наступних ударів. Це може означати, що внутрішні сторони відносно круті, що може ускладнити проходження сторін для роботизованого автомобіля. Крім того, можливо, що дно могло не зібрати значну кількість летких речовин з моменту утворення. Однак інші кратери поблизу є значно старшими та можуть містити значні поклади водню, можливо, у формі водяного льоду. (Див. Шумейкер (місячний кратер))
Радіолокаційні дослідження, проведені до та після місії Lunar Prospector, демонструють, що внутрішні стіни Шеклтона за характеристиками відбиття подібні до стінок деяких освітлених сонцем кратерів. Зокрема, оточення, здається, містить значну кількість блоків у ковдрі викиду, що свідчить про те, що його радарні властивості є результатом шорсткості поверхні, а не відкладеннями льоду, як раніше було запропоновано в радарному експерименті за участю місії Clementine.  Однак таке тлумачення не є загальновизнаним у науковому співтоваристві.  Радарні зображення кратера на довжині хвилі 13 см не показують доказів відкладень водяного льоду.
Оптичне зображення всередині кратера було вперше зроблено японським місячним орбітальним кораблем Кагуя в 2007 році. Воно не мало жодних доказів значної кількості водяного льоду, аж до роздільної здатності зображення 10 м на піксель.
15 листопада 2008 року поблизу кратера здійснив жорстку посадку 34-кілограмовий зонд.  Зонд Moon Impact Probe (MIP) був запущений з індійського космічного корабля Чандраян-1 і досяг поверхні через 25 хвилин. Зонд мав радарний висотомір, систему відеозйомки та мас-спектрометр, які використовувались у тому числі для пошуку води.

## Потенційне використання

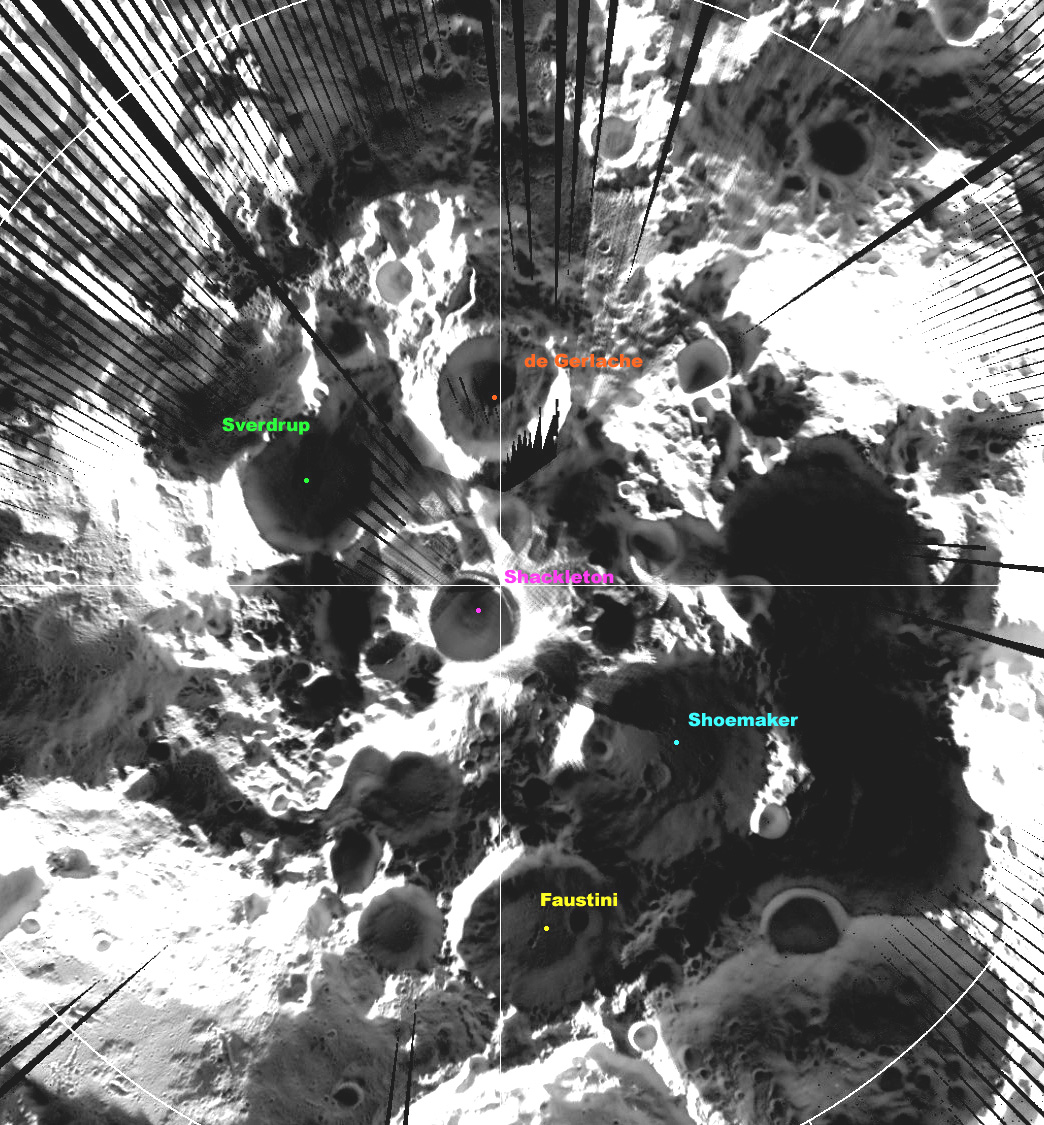
Шеклтон на зображенні LRO

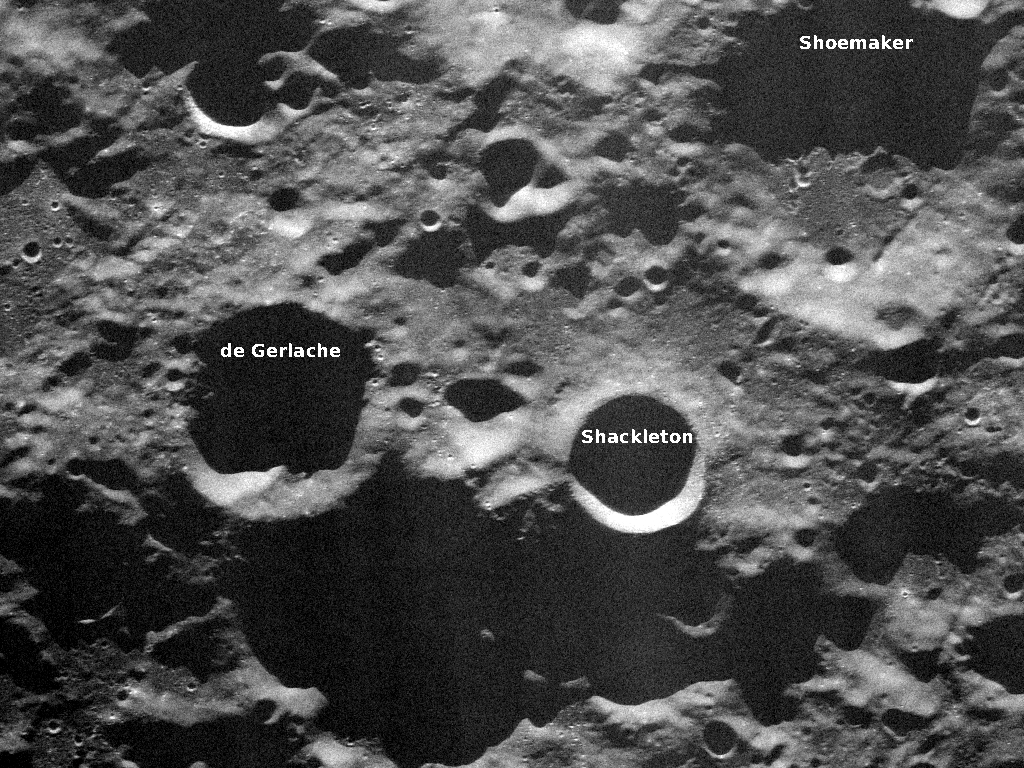
Кратер Шеклтон, зображений земним радаром

Деякі ділянки уздовж краю Шеклтона отримують майже постійне освітлення. У цих місцях сонячне світло майже завжди доступне для перетворення в електрику за допомогою сонячних панелей, що потенційно робить їх хорошими місцями для майбутніх висадок на Місяць. Температура на цьому місці також є більш сприятливою, ніж на більш екваторіальних широтах, оскільки тут не спостерігається щоденних екстремальних температур від 100 °C, коли Сонце знаходиться над головою, до −150 °C протягом місячної ночі.
Хоча наукові експерименти, проведені Clementine і Lunar Prospector, можуть свідчити про наявність води в полярних кратерах, поточні докази далекі від остаточних. Серед вчених існують сумніви щодо того, чи є водень у формі льоду, а також щодо концентрації цієї «руди» на глибині під поверхнею. Вирішення цього питання потребує майбутніх місій на Місяць. Потенційна наявність води свідчить про те, що з дна кратера можна «видобути» поклади водню у формі води, товару, який дорого доставляти безпосередньо з Землі.
Цей кратер також запропонований як майбутнє місце для великого інфрачервоного телескопа. Низька температура дна кратера робить його ідеальним для інфрачервоних спостережень, а сонячні батареї, розміщені вздовж краю, можуть забезпечувати майже безперервне живлення обсерваторії. Приблизно за 120 кілометрів від кратера лежить 5-кілометрова гора Малаперт, вершина, яку постійно видно із Землі, і яка може служити радіорелейною станцією, якщо буде обладнана відповідним чином.
У 2006 році НАСА назвало край Шеклтона потенційним кандидатом для свого місячного форпосту, який спочатку планувалося запустити до 2020 року та постійно укомплектовувати екіпаж до 2024 року. Розташування сприяло б самоокупності жителів Місяця, оскільки постійне сонячне світло на південному полюсі забезпечувало б енергію для сонячних панелей. Крім того, вважається, що в затінених полярних областях міститься замерзла вода, необхідна для споживання людиною, а також може бути зібрана для виробництва палива. Кратер є основним кандидатом на місце посадки для програми «Артеміда», і його може досліджувати екіпаж, починаючи з 2026 року з можливим першим місячним форпостом у 2028 році

## У масовій культурі
Шеклтон грає помітну роль у телевізійному драматичному серіалі про альтернативну історію «Заради всього людства». У програмі астронавти у вигаданій версії місії «Аполлон-15» приземляються біля Шеклтона в 1971 році та виявляють водяний лід у стінках кратера. Пізніше Сполучені Штати та Радянський Союз створюють конкуруючі бази з екіпажами поруч із кратером, щоб використовувати переваги льоду для пиття, кисню та інших цілей.
Шеклтон також був місцем першої місячної бази в Mass Effect. Його було обрано як місце розташування через гіпотетичні поклади водяного льоду.
Pusher у своєму альбомі, опублікованому наприкінці вересня 2023 року під назвою «King of the Moon», багато посилається на місце під назвою «Шеклтон-Хайтс», де відбувається передісторія його альбому.